# 赤坂陽月
赤坂 陽月（あかさか ようげつ、1982年7月29日 - ）は、日本のミュージシャン（ヒューマンビートボックス、仏教瞑想音楽）、日本の禅宗の僧侶。東京都出身。

## 略歴
1982年、東京都の一般家庭（※当時）に生まれる。2004年、日本大学経済学部在学中、イギリスに留学。滞在先でヒューマンビートボックスに出会い、一生の仕事とする。日本国内外の路上やライブハウスでパフォーマンスを行い、人気を博す。
東日本大震災後に福島県での演劇活動を経て、得度した父親の跡を継ぐため、2015年に自身も父親と同じ師僧に就いて得度する。
福井県越前市の御誕生寺、サンフランシスコ禅センターで僧侶としての修行を重ねる。帰国後、父親が住職を務める寺に籍を置きながら音楽活動を続け、般若心経や光明真言などのお経や陀羅尼とビートボックスを組み合わせた仏教瞑想音楽を創始、日本国内外で演奏活動を続けている。代表作は「Heart Sutra Beatbox Remix -般若心経ビートボックスRemix-」。

## 出演
- ニコニコ超会議2019 - 般若心経【超テクノ法要】
- Zen2.0（建長寺、2021年）

## インタビュー
- 「お経×ヒューマンビートボックス【誕生秘話】」【ワクセル】2022年5月3日付
- "The Heart of the Sutra Remixed: Akasaka Yogetsu"【NHK World】2025年5月28日付